# Patroclus von Bourges
Patroclus von Bourges oder auch Patroclus von Colombier (* um 500; † um 576 bei Néris-les-Bains; Auvergne) war ein in der nördlichen Auvergne in Zentralfrankreich tätiger und als heilig verehrter Priester und Einsiedler.

## Leben
Gregor von Tours (um 538–um 594) überliefert in seinen hagiographischen Schriften, dass Patroclus am Hof des Merowingerkönigs Childebert I. lebte und um das Jahr 540 durch Bischof Arcadius von Bourges zum Diakon und danach zum Priester geweiht wurde. Später zog er sich in eine Einsiedelei nahe beim Ort La Celle zurück. In Colombier gründete er ein Kloster, in welches nach seinem Tod seine Gebeine verbracht wurden, die lange Zeit als Reliquien verehrt wurden.

## Verehrung
Mehrere Kirchen in der Auvergne tragen sein Patrozinium; der Vorname Patrocle war bis ins 19. Jahrhundert hinein in der Region geläufig. Sein Gedenktag ist der 17. oder 18. November, doch die jahrhundertealte Wallfahrt zu seinem Grab kam in den 1970er Jahren zum Erliegen.